# Kärlekens vampyrer
Kärlekens vampyrer var en svensk musikduo som var aktiva i slutet av 1980-talet. Duon bestod av Stefan Falk och Edvin von Werder, och de hade hösten 1989 en hit med låten "Lilla hjärtat".
Falk och von Werder är numer verksamma inom film- och reklambranschen. Stefan Falk har bland annat producerat Saab Automobiles uppmärksammade reklamfilm där gruppen Oh Laura fick sitt genombrott med låten "Release me" och Edvin von Werder (byrå Scholz & Friends) stod bakom FlyNordics uppmärksammade "Fjollträsk"-kampanj.
Den 10 februari 2023 släpptes en digital comebacksingel, "Snurrig som satan", en låt som fanns med på duons fyralåtarsdemo från 1989. Producenten Christian Rabb och gitarristen Per Hesselrud använde leadsången från demon med nyinspelad musik.[källa behövs]

## Diskografi

### Singlar
- "Lilla hjärtat (Jag vill ha sex med dig)" / "Bättre brudar"  (1989)[3]
- "Höjdarpudding" / "Anti-baptistmix" (1989)[4]
- "Snurrig som satan" (2023)[källa behövs]